# Фридебургерхютте
Фридебургерхютте (нем. Friedeburgerhütte) — община в Германии, в земле Саксония-Анхальт, входит в район Мансфельд-Зюдгарц в составе городского округа Гербштедт.
Население составляет 255 человек (на 31 декабря 2009 года). Занимает площадь 2,6 км².
В состав коммуны входит две деревни: Фридебургерхютте и Адендорф.

## История
Первое упоминание о поселении Фридебургерхютте относится к 1455 году, когда была начата добыча меди.
1 января 2010 года, после проведённых реформ, коммуна Фридебургерхютте была включена в состав городского округа Гербштедт.

## Галерея

Фридебургерхютте на карте городского округа
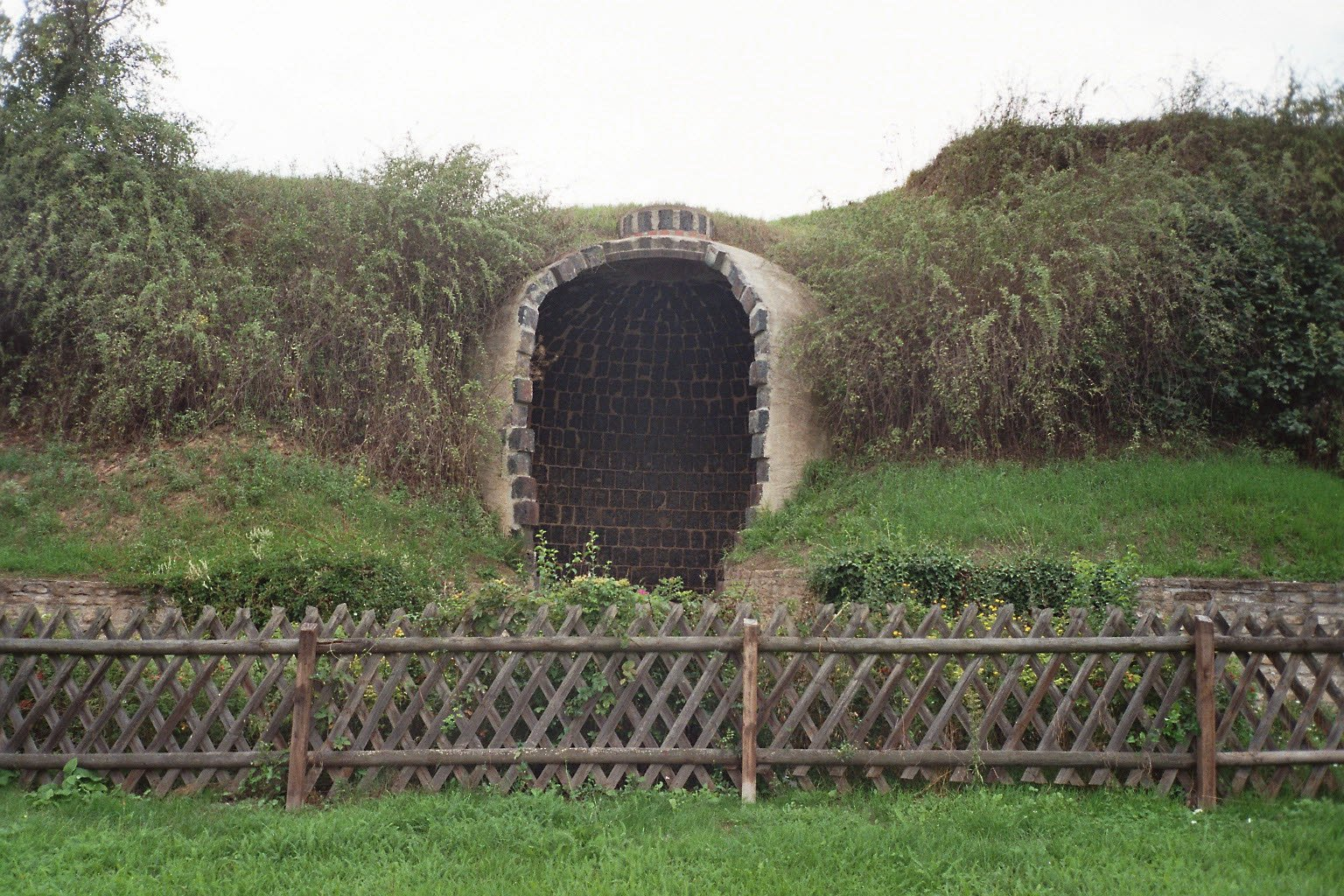
Хранилище зерна во Фридебургерхютте
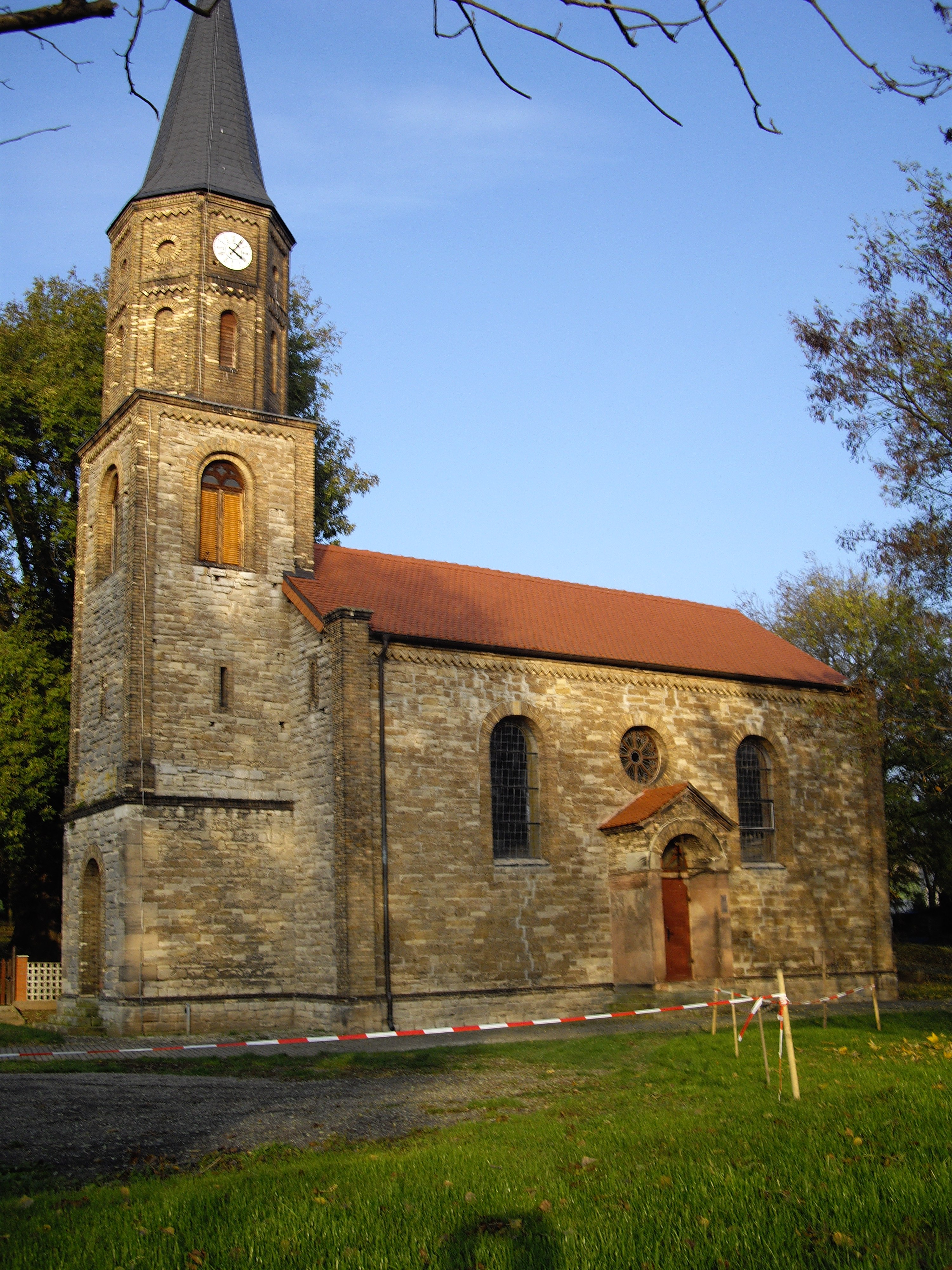
Церковь в Адендорфе